# Ladissa
Ladissa es un género de arañas araneomorfas de la familia Gnaphosidae. Se encuentra en África occidental y la India. 

## Lista de especies
Según The World Spider Catalog 12.0:
- Ladissa africana Simon, 1907
- Ladissa inda (Simon, 1897)
- Ladissa latecingulata Simon, 1907
- Ladissa semirufa Simon, 1907